# Detachment (2011)
Detachment ist ein Filmdrama aus dem Jahr 2011, das den Alltag von Schülern und Lehrern an einer Schule aus der Sicht eines Aushilfslehrers über einen Zeitraum von drei Wochen zeigt.

## Handlung
Henry Barthes hat wieder einmal einen neuen Job. Rastlos wechselt er von Schule zu Schule, unterrichtet mal hier, mal dort und muss sich so auf keine menschlichen Bindungen einlassen. Doch dieses Mal kann er nicht alles von einem emotionslosen und stillen Punkt aus beobachten, denn er findet sich inmitten ausgebrannter Lehrer wieder, die versuchen, ihren Schülern etwas zu vermitteln. Doch diese zeigen keinerlei Interesse.
Damit nicht genug, muss sich Henry auch noch um seinen an Demenz erkrankten Großvater kümmern, der ihn jedes Mal mit der Vergangenheit konfrontiert. Henry möchte davon nichts hören, denn beide haben daran sehr unterschiedliche Erinnerungen. Verdeutlicht werden diese durch Rückblenden, die den Film durchziehen.
Eines Tages begegnet er der minderjährigen Prostituierten Erica. Er nimmt sie aus Pflichtgefühl mit und lässt sie vorübergehend bei sich wohnen. Nach und nach fassen beide Vertrauen zueinander, und Erica verliebt sich in ihn.
Auch Henrys Kollegin, Mrs. Madison, wäre ihm gerne näher als er es zulässt.
In der folgenden Zeit gewinnt Henry das Vertrauen und den Respekt seiner Schüler, indem er ihnen auch Werte vermittelt, die nicht auf dem Lehrplan stehen, und seine Schüler ernst nimmt. Dies imponiert vor allem seiner Schülerin Meredith, die weder von ihren Mitschülern noch von ihren Eltern wirklich wahrgenommen wird. Henry gibt ihr jedoch dieses Gefühl und bestärkt sie in ihren Fähigkeiten. Auch Meredith verliebt sich in ihn. Als er sich ihrer Gefühle jedoch bewusst wird, weist er sie zurück.
Kurze Zeit später stirbt Henrys Großvater, und er fühlt sich leer und zerrissen, wie schon in seinem ganzen Leben. Überrannt von den Geschehnissen, macht er Erica klar, dass sie nicht länger auf der Straße leben könne, jedoch auch nicht länger bei ihm. Denn er weiß, dass er ihr nicht das geben kann, was sie braucht: eine Familie. Er lässt sie von zwei Jugendbetreuern abholen.
Der letzte Tag von Henry Barthes an der Schule ist angebrochen. Nach einer Besprechung der Lehrer mit der Direktorin bieten Schüler auf dem Schulhof Selbstgebackenes an. Auch Meredith hat einen Stand. Henry geht auf sie zu und entschuldigt sich bei ihr dafür, dass er sie verletzt habe. Meredith unterbricht ihn jedoch und verabschiedet sich von ihm. Nachdem sie einen eigens für sich gebackenen Muffin isst, bricht sie tot zusammen. Sie hatte genug vom Leben.
Erschüttert von diesem Ereignis, verlässt Henry die Schule und besucht Erica in der betreuten Einrichtung, wo es ihr gut geht. Sie kann nun ein neues Leben beginnen.
Am Ende sitzt Henry vor seinen Schülern und spricht über die Schwere, die von Zeit zu Zeit auf einem liege. Unterstrichen wird dies dadurch, dass er aus Der Untergang des Hauses Usher liest, während die Kamera durch die verlassene und verwüstete Schule fährt.

## Erscheinungstermine
Premiere feierte der Film am 25. April 2011 auf dem Tribeca Film Festival. Am 29. September 2011 war er auf dem 19. Hamburger Filmfest erstmals in Deutschland zu sehen. Er wurde auf weiteren Filmfestspielen gezeigt und erhielt Auszeichnungen.
Detachment war ab dem 16. März 2012 in den USA zu sehen. Kinostart in Deutschland war am 11. April 2013.
Auf DVD und Blu-ray erschien der Film am 30. August 2013.

## Kritik
Michael Lang von cineman.ch attestiert Adrien Brody eine Glanzleistung und hebt die kongeniale Schauspielerbesetzung des Films hervor. „Detachment sucht Antworten auf die existenziellen Fragen allen Seins: Wer bin ich, was will ich, wo will ich hin? Anspruchsvoll, provokant, hochemotional und spannend: Ganz starkes Kino.“
Martin Beck von Kino-Zeit.de betont die Regie-, Drehbuch- und Schauspielleistung, aber empfindet den Film dabei als einen wahren „Overkill an emotionalen Kinnhaken, die kaum angemessen aufgenommen werden können.“
Ashley Norris in ihrem Blu-Ray Review auf heyuguys.com wertet den Film mit 4,5 von 5 Punkten und hebt den Kontrast zwischen künstlerischem Erfolg und dem Erfolg an der Kinokasse hervor, um ihre Kritik mit den Worten zu schließen: „Detachment ist kein Film für die Wenigen, es ist ein Film, den jeder sehen sollte, und den noch mehr Menschen lieben sollten. Es ist ein Film, der seine Wirkung beim ersten Sehen entfaltet und diese Resonanzkraft auch beim zweiten, dritten und vierten Mal nicht verliert. Eine erschütternde Erfahrung, die eine gewisse Leere beim Zuschauer hinterlassen kann – je nach Blickwinkel.“
Till Kadritzke von critic.de hält Detachment formal wie inhaltlich für vollkommen überladen: „Höchstens Adrien Brody kann dem Ganzen ein wenig Kohärenz verleihen“.
Felicitas Kleiner meint in Filmdienst, dass der Film „ein bitteres, vorzüglich gespieltes, formal wie inhaltlich außergewöhnliches Schuldrama“ darstelle, das „die Handlung um animierte Szenen, Interviews und Exkurse zu Nebenfiguren erweitert“. Bildung fungiere dabei „als fragiler Hoffnungsträger in einer Welt, der der Humanismus verloren zu gehen droht“.

## Produktion
Gedreht wurde an der Mineola Middle School auf Long Island.